# Crozon
Crozon (bretonsko Kraozon) je letoviško naselje in občina v severozahodnem francoskem departmaju Finistère regije Bretanje. Naselje je leta 2008 imelo 7.680 prebivalcev.

## Geografija
Kraj leži v pokrajini Cornouaille v središču istoimenskega polotoka, med zalivoma Rade de Brest na severu in Douarnenez na jugu, znotraj naravnega regijskega parka Armorike. Severno od kraja, na polotoku Île Longue, se nahaja baza francoskih jedrskih podmornic.

## Uprava
Crozon je sedež istoimenskega kantona, v katerega so poleg njegove vključene še občine Argol, Camaret-sur-Mer / Kameled, Landévennec / Landevenneg, Lanvéoc / Lañveog, Roscanvel / Roskañvel in Telgruc-sur-Mer / Terrug s 15.805 prebivalci.
Kanton Crozon je sestavni del okrožja Châteaulin.

## Zanimivosti
- megalitske strukture na območju zaselkov Lostmarc'h in Ty-ar-C'huré,
- apnenica Rozan, zaselek Aber,
- cerkev sv. petra, Crozon, z oltarjem desettisoč mučencev,
- jami Autel, Kador,
- rt Cap de la Chèvre, najjužnejši del Corzonskega polotoka,
- château de Dinan, svetilnik na rtu Pointe de Dinan,

## Pobratena mesta
- Pralognan-la-Vanoise (Savoie, Rona-Alpe),
- Sligo (Irska).